# Hormisdas
Pour les articles homonymes, voir Hormisdas (homonymie).
Hormisdas, né à Frosinone près de Rome, mort à Rome, le 6 août 523, est le 52e évêque de Rome, précisément du 20 juillet 514 jusqu'à sa mort.
L'Église catholique le vénère comme saint et le célèbre localement le 6 août.

## Biographie
Issue d'une famille aisée et honorable de Frusino (Frosinone), dans l'Agro Romano (Latium), il est le fils d'un Justus. Christian Settipani du fait de son nom iranien, rare dans le monde latin, émet l'hypothèse qu'il est un descendant du prétendant Sassanide, Hormizd réfugié à Rome en 322. Avant de recevoir les ordres il se marie et son fils devient, par la suite, pape sous le nom de Silvère ce qui n'est pas un cas unique dans l'histoire de la papauté puisque le fils du pape Anastase montera sur le trône de saint Pierre sous le nom d'Innocent Ier. Sous le pape Symmaque, Hormisdas a le rang de diacre et pendant le schisme de l'antipape Laurent il est l'un des membres les plus éminents du clergé fidèle à Symmaque. Au synode tenu à Saint-Pierre en 502, il exerce la fonction de notaire. À cette occasion, Ennode de Pavie lui prédit qu'il deviendra pape.

### Élévation au siège de Rome
Le lendemain des funérailles de Symmaque (20 juillet 514), Hormisdas est consacré évêque de Rome sans rencontrer de résistance. L'une des premières préoccupations du nouveau pape est d'éliminer les derniers vestiges du schisme de l'antipape Laurent, en accueillant de nouveau, dans l'Église, ceux qui ne se sont pas encore réconciliés.

### Le schisme acacien
Dès le début de son pontificat, les affaires de l'Église d'Orient tiennent une place particulière dans ses préoccupations. À Constantinople le schisme acacien se poursuit, commencé après la publication de l'Henotikon par l'empereur d'Orient Zénon qui avait provoqué la rupture entre des Églises d'Orient et d'Occident. L'empereur (491–518) Anastase, successeur de Zénon, maintient le document en vigueur et, penchant toujours plus vers les monophysites, il persécute les évêques qui refusent de renier le concile de Chalcédoine. Les trois patriarches Macedonius de Constantinople, Élie Ier de Jérusalem, Flavien d'Antioche sont chassés de leurs sièges.
Au milieu de cette confusion, un certain nombre d'évêques orientaux en appellent à Symmaque pour qu'il rétablisse l'unité de l'Église ecclésiale, ce qui renforcerait leur position et leur permettrait de lutter contre la propagation du monophysisme. Symmaque leur demande de condamner Acace de Constantinople, mais les Orientaux ne sont pas prêts à franchir le pas.
Profitant du mécontentement qui s'élève contre les tendances monophysites de l'empereur d'Orient Anastase, Vitalien de Mésie, un commandant de l'armée, se met à la tête d'une révolte contre l'empereur. Vitalien demande que lui soit restituée la charge de distribuer le grain aux troupes, que soit reconnu le concile de Chalcédoine et que soit rétablie l'unité avec Rome. Il rallie de nombreux partisans et paraît devant Constantinople à la tête d'une grande armée ; après avoir battu Ippazio, neveu de l'empereur Anastase, ce dernier est réduit à négocier, c'est-à-dire à se soumettre. L'un des termes de l'accord avec Vitalien est que l'empereur jure de convoquer un synode à Héraclée en Thrace, d'y inviter le pape et de se soumettre à son arbitrage sur son différend quant au siège de Constantinople et aux autres diocèses, afin de restaurer l'unité de l'Église. En conséquence, le 28 décembre 514, Anastase écrit à Hormisdas pour l'inviter au synode qui aura lieu le 1er juillet. La lettre présentée à Vitalien est transmise à Rome par son émissaire et par le légat impérial. Le 12 janvier, Anastase envoie au pape une deuxième communication, moins courtoise, dans laquelle il demande seulement ses bons offices dans ce conflit. Manifestement, l'empereur souhaite faire traîner les négociations puisqu'il n'est pas disposé à tenir les promesses qu'il avait faites à Vitalien. La seconde lettre arrive à Rome, avant la précédente et, le 4 avril, Hormisdas répond en exprimant sa joie devant la perspective de paix, mais en défendant en même temps la mémoire de ses prédécesseurs. Les porteurs de la première lettre impériale arrivent le 14 mai suivant. Le pape continue les négociations, de manière circonspecte, convoque un synode à Rome et, le 8 juillet, écrit à l'empereur pour lui annoncer le départ d'une ambassade pour Constantinople. Entretemps, les deux cents évêques qui s'étaient rassemblés le 1er juillet à Héraclée se séparent sans avoir rien conclu.
L'ambassade du pape, à la cour impériale, comprend deux évêques : Ennode de Pavie et Fortunatus de Catane, le prêtre Venantius, le diacre Vitalis et le notaire Hilarius. La lettre d'Hormisdas à l'empereur, datée du 1er août 515, parvient avec des instructions détaillées faites aux légats sur la position qu'ils auront à défendre. Si l'empereur accepte les propositions qui lui sont présentées, le pape est prêt, si nécessaire, à comparaître en personne devant un concile. Le pape envoie en outre la formule d'une confession de foi (regula fidei) à faire souscrire aux évêques d'Orient, dont les points principaux sont les suivants : la reconnaissance du fait que l'orthodoxie s'est toujours maintenue à Rome, la condamnation de Nestorius et d'Eutychès, l'acceptation du Tome de Léon et de Chalcédoine, la radiation des diptyques d'Acace de Constantinople.
L'ambassade n'aboutit à aucun résultat ; Anastase, sans interrompre les négociations, remet aux légats, une lettre évasive à l'intention d'Hormisdas. Entretemps, l'empereur, après avoir étouffé un nouveau soulèvement, dirigé par Vitalien, envoie à Rome, une ambassade composée de deux hauts fonctionnaires civils. Ils sont porteurs d'une lettre datée du 16 juillet 516, adressée au pape mais aussi, une autre datée du 28 juillet, adressée au Sénat : le but de cette dernière est d'inciter les sénateurs à se rebeller contre Hormisdas. Le Sénat, cependant, ainsi que le roi Théodoric, restent fidèles au pape. La réponse d'Hormisdas, à la lettre de l'empereur, est digne mais sans équivoque. Pendant ce temps, un certain nombre d'évêques de Scythie, d'Illyrie et de Dardanie sont revenus dans la communion avec Rome et beaucoup d'entre eux avaient discuté avec les légats du pape à Constantinople sur le problème de la réunion des Églises. Ils se prononcent alors, condamnent Acacius et signent la confession de foi (regula fidei) d'Hormisdas, comme l'ont fait les évêques de la province d'Épire, convaincus par le sous-diacre romain Pullius.
Hormisdas se fait remarquer par son zèle contre les Eutychéens.
En matière de discipline ecclésiastique, il décrète que les charges d'Église ne doivent pas être attribuées en échange de privilèges ou de dons.
Son inhumation se fait dans l'antique basilique vaticane, à la suite de 9 ans et 15 jours de pontificat. Il est fêté le 6 août.

## Source
- (it) Cet article est partiellement ou en totalité issu de l’article de Wikipédia en italien intitulé « Papa Ormisda » (voir la liste des auteurs).

### Article liés
- Papes mariés
- Schisme acacien (it) (484–519)